# Sannes
 Sannes  es una población y comuna francesa, en la región de Provenza-Alpes-Costa Azul, departamento de Vaucluse, en el distrito de Apt y cantón de Pertuis.
Está integrada en la Communauté de communes Luberon - Durance.

## Demografía
| 93 | 80 | 124 | 101 | 131 | 167 |
| Para los censos de 1962 a 1999 la población legal corresponde a la población sin duplicidades (Fuente: INSEE [Consultar]) |    |     |     |     |     |